# Cameraria milletiae
Cameraria milletiae är en fjärilsart som beskrevs av Tosio Kumata 1993. Cameraria milletiae ingår i släktet Cameraria och familjen styltmalar. Inga underarter finns listade i Catalogue of Life.